# 大葉石櫟
（學名：Lithocarpus kawakamii）又名大葉校櫟、大葉校栗、川上氏石櫟，为壳斗科柯属的植物，是台灣的特有植物。分布于海拔700米至2900米的闊葉林。